# Мундільфарі
Мундільфарі (Мундільфьорі) («той, що рухається в певний час») — у скандинавській міфології Турс (велетень), батько небесних Йотунів — Мані («місяць») і Соль («сонце»), а також Сінтгунт — богині сутінків і зоряного світла. Мунділфарі згадується у 23 розділі поеми «Мова Вафтрудніра» (Vafþrúðnismál) Старшої Едди і в 11 главі книги «Видіння Ґюльві» (Gylfaginning)Молодшої Едди.
Легенда свідчить: Колись у всьому світі панувала вічна ніч, і тільки тьмяне світло зірок освітлювало землю. Тоді Аси вирішили створити з вогню Муспельхейму сонце і місяць, але не знали як змусити їх рухатися по небу. У той час жив на землі велетень на ім'я Мундільфарі і було у нього двоє прекрасних дітей, яких він через надмірну гординю назвав Соль, тобто сонце і Мані — місяць. Цей його вчинок дуже розлютив асів. Вони вкрали Мані і Соль і змусили їздити по небосхилу в колісницях, на яких стояли небесні світила. Відтоді так і їздять діти Мундільфарі на колісницях по небу: Соль вдень, а Мані вночі і тому світять місяць і сонце.
Ім'я Мундільфарі присвоєно одному із супутників Сатурна.